# Мифрил
Мифрил, корректно — митриль (синд. Mithril), — вымышленный благородный металл, придуманный писателем Джоном Толкином в его книгах о Средиземье и появившийся позже в ряде других вымышленных вселенных. Мифрил на вид напоминает серебро, но отличается поразительной прочностью и другими чудесными свойствами.

## Этимология и произношение
По замыслу Толкина, в вымышленном эльфийском языке синдарин слово образовано от mith — серый, дымка и ril — блеск, «серебристое сияние». Название мифрилу было дано Келебримбором, знаменитым эльфийским кузнецом, который прибыл в Эрегион, привлечённый слухами об удивительном металле, обнаруженном в Мории. Другие его названия — «истинное серебро», «Лунное серебро», «морийское серебро», «серебряная сталь».
Транскрипция «мифрил», принятая в большинстве русских переводов «Властелина колец», не совпадает с изначальным замыслом автора. Согласно Приложению E к «Властелину Колец» Толкина, на Синдарине сочетание th читается как звук [θ], а на русский язык традиционно переводится звуком [т] — Моргот, Трандуиль и т. д. L в конце слова после «e» и «i» подвергается палатализации (смягчению). Толкин в приложении Д (Письмо и произношение, часть I) пояснял постановку ударения в таких словах: «…в языках эльдар его [ударения] место в слове определялось формой этого слова. В двусложных словах оно практически во всех случаях падает на первый слог».

## В произведениях Толкина
Согласно повести «Хоббит», мифрил прочнее железа в четыре раза, притом намного легче его. Он обладает высокой ковкостью и серебряным, годами не тускнеющим блеском, однако требует очень высоких температур для обработки.
В трилогии «Властелин колец» указывается, что мифрил добывался гномами из недр земли (главным образом, в Мории) и требовал для обработки очень высоких температур. У Фродо Бэггинса была мифрильная кольчуга, подаренная его дядей, Бильбо Бэггинсом, в свою очередь подаренная Бильбо Торином Дубощитом, которая весила как обычная холщовая рубашка, но при этом смогла защитить своего хозяина от прямого удара копьём, нанесённого ему командиром орков (в фильме — пещерным троллем) во время столкновения отряда Братства Кольца с орками в Кхазад-Думе.
Именно из мифрила было выковано одно из трёх эльфийских Колец Власти, кольцо Галадриэль, Нэнья, обруч с Элендильмиром, Звездой Элендила, шлемы Стражей Минас Тирита, а также созданные гномами Агларонда новые врата Минас Тирита. Мифрилом и золотом Арвен Ундомиэль вышила корону на знамени, предназначенном для Арагорна Элессара.

## В других произведениях
Металл под названием мифрил, иногда с вариациями произношения (например, mithral в Dungeons & Dragons), встречается или упоминается в различных художественных произведениях и играх, таких как : Аллоды, Проклятые земли, Aion, Arcanum, Arx Fatalis, Bravely Default, Chat Wars, Chrono Cross, Dark Age of Camelot, In Another World With My Smartphone, Diablo II, Digimon Adventure, Dota 2, Dungeons & Dragons, Dungeons of Daggorath, Elsword, EverQuest, Final Fantasy, Guild Wars 2, Heroes of Might and Magic III, Hexen II, Kingdom Hearts, Lineage II, NetHack, Patapon, R2 Online, Record of Lodoss War, RuneScape, Shining Force II, Terraria, The Elder Scrolls, The Sims Medieval, Ultima Online, Warcraft, World of Warcraft, Xenoblade Chronicles, World of Vilous, Zenonia 3, Overlord (ранобэ),  Hustle Castle, Манчкин и других. Название «Мифрил» также носит организация из аниме и манги  Стальная тревога.
В цикле «Колдовской мир» Андрэ Нортон мифрил добывали преимущественно в Пустыне. Происхождение металла приписывалось ушедшей оттуда Древней расе («Кузнец видений»).